# Rhipidomys modicus
Rhipidomys modicus е вид бозайник от семейство Хомякови (Cricetidae).

## Разпространение
Видът е разпространен в Перу.